# Usład
Usład – rzekome bóstwo słowiańskie, wzmiankowane w kronice Macieja Stryjkowskiego z 1582 roku.
Po podaniu fikcyjnego opisu posągu Peruna, wystawionego w Kijowie przez księcia Włodzimierza Wielkiego, Stryjkowski zamieścił listę pozostałych bóstw panteonu pogańskiego:

drugie bałwany były mianowane Usład, Korssa, Dassuba, Striba, Symaergla, Makosz

W rzeczywistości imię Usład dostało się do relacji kronikarza na skutek nieporozumienia, poprzez zniekształcenie słów z Powieści minionych lat, pojawiających się w kontekście opisu posągu Peruna – us zlat, czyli „złoty wąs”.